# Hortipes merwei
Hortipes merwei là một loài nhện trong họ Corinnidae.
Loài này thuộc chi Hortipes. Hortipes merwei được miêu tả năm 2000 bởi Bosselaers & Rudy Jocqué.